# Alice Spies-Neufert
Alice Spies-Neufert (* 1896 in Düsseldorf; † 1990 in Stuttgart) war eine deutsche Malerin und Jugendbuchautorin.

## Leben
Alice Spies-Neufert wurde als erste Tochter des Klassischen Philologen Friedrich Vollmer (1867–1923) und der Pianistin Ella (Vollmer), geb. Elisabeth Lücker-Lasinsky (1871–1954), der Enkelin des Malers Johann Adolf Lasinsky, in Düsseldorf geboren. Ihre ersten Jahre verbrachte sie in Brüssel, wo ihr Vater Direktor der Deutschen Schule war. Ihre Mutter studierte bei Franz Liszt, begleitete die Sängerin Ernestine Schumann-Heink bei ihren Europa-Tourneen und spielte an der Oper de Munt. 1898 zog die Familie nach München, wo ihr Vater einen Lehrstuhl für Altphilologie annahm.
Nach dem Ersten Weltkrieg wanderte Vollmer zu Fuß von München über die Alpen nach Italien. Anschließend studierte sie in München an der Akademie der Bildenden Künste. 1919 wechselte sie in das von Walter Gropius neugegründete Bauhaus nach Weimar. Dort lernte sie den Chefarchitekten von Gropius, Ernst Neufert kennen. Aus der Ehe mit Neufert gingen die vier Kinder Peter Neufert, Krista, Ingrit und Ilas hervor. Die Familie zog 1926 nach Gelmeroda bei Weimar, nachdem Neufert eine Professur an der Bauhochschule Weimar unter Otto Bartning angenommen hatte. Nach der von der NSDAP erzwungenen Schließung der Bauhochschule 1933 zog Ernst Neufert nach Berlin, wo er mit Johannes Itten eine Kunstschule betrieb. Nach der Scheidung von Neufert 1935 heiratete Alice Neufert den Architekten Hermann Spies und wohnte mit ihm und den vier Kindern in Hellerau. Hermann Spies fiel 1943 in Russland. Kurz vor der Bombardierung Dresdens siedelte Alice mit ihren Kindern zu ihrer Mutter nach Farchant bei Garmisch-Partenkirchen, wo ihr Vater einst ein Sommerhaus besessen hatte und die Mutter noch lebte.
Nach dem Zweiten Weltkrieg setzte sich Alice Spies-Neufert für die Anthroposophische Gesellschaft und nach 1975 für die Biologisch-dynamische Wirtschaftsweise und nach 1979 für die Partei Die Grünen ein, mit deren Gründungsmitglied Herbert Gruhl sie eine Freundschaft verband.

## Werke
- Mirko-Atsistamokon: Die Geschichte eines jungen Indianers. Mellinger, Stuttgart 1979. ISBN 3-88069-041-3 (Band 1)
- Mirko-Atsistamokon: Häuptling der Oglala Mellinger, Stuttgart 1980. ISBN 3-88069-099-5. (Band 2)
- Mirko-Atsistamokon: Heimkehr nach Tschewan. Mellinger, Stuttgart 1981. ISBN 3-88069-122-3.(Band 3)